# Stary Wołów

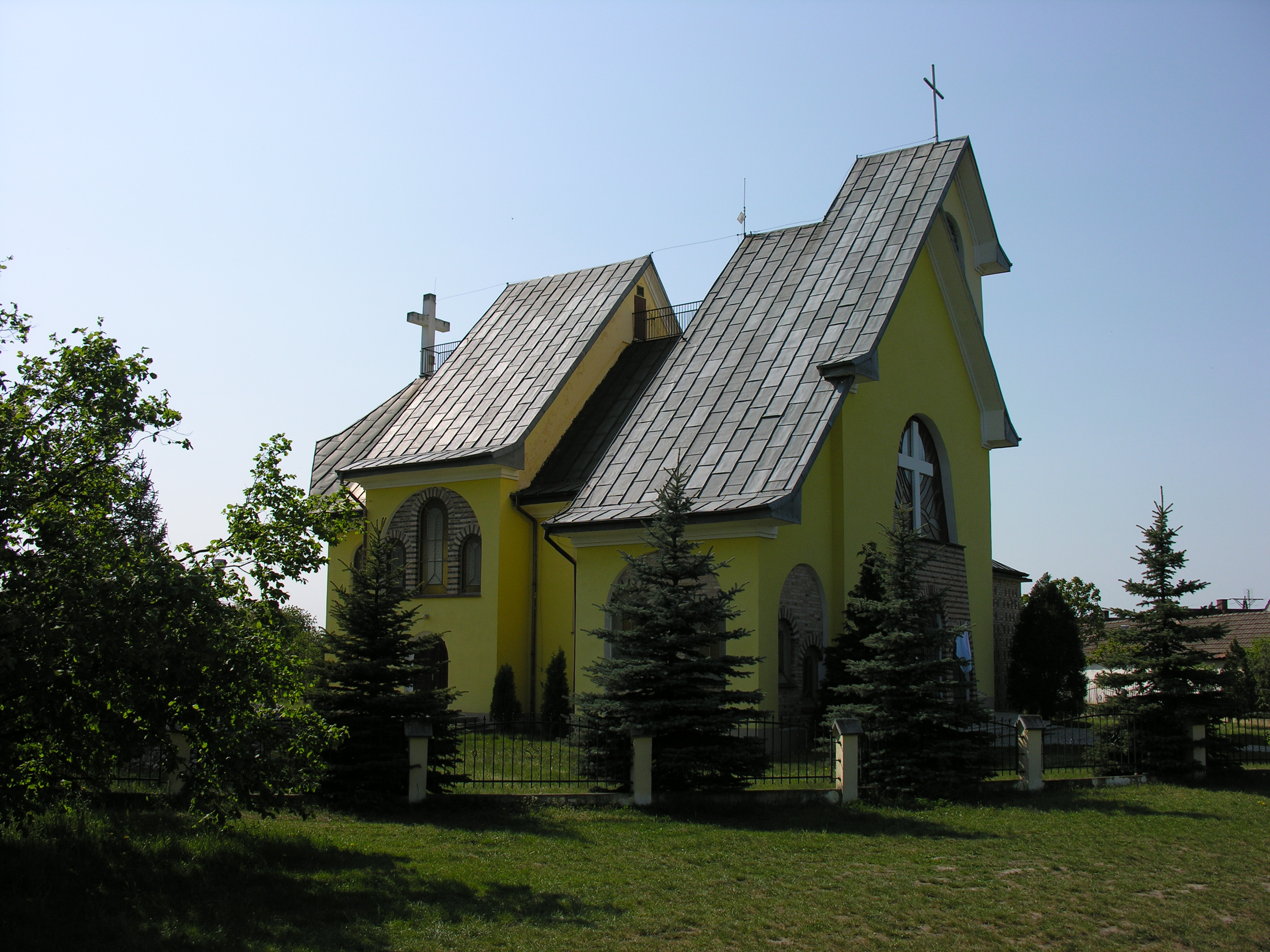
Kościół w Starym Wołowie

Stary Wołów (niem. Alt Wohlau) – wieś w Polsce położona w województwie dolnośląskim, w powiecie wołowskim, w gminie Wołów, przy drodze z Wołowa do Wińska.

## Historia
Stara osada targowa wzmiankowana już w XIII-wiecznych przekazach, która stała się zalążkiem powstania Wołowa.

## Podział administracyjny
Od roku 1945 miejscowość należy do województwa z siedzibą we Wrocławiu (z wyjątkiem krótkiego okresu przejściowego w 1945, kiedy siedziba znajdowała się w Trzebnicy, a potem w Lignicy (obecnie Legnica), które wielokrotnie zmieniało granice i nazwę na skutek reform podziału administracyjnego kraju (lata: 1946, 1950, 1957, 1975 i 1998).

## Demografia
W roku 1939 wieś liczyła 501 mieszkańców. 31 grudnia 2006 Stary Wołów zamieszkiwały 464 osoby. Według Narodowego Spisu Powszechnego (III 2011 r.) było ich 482. Jest trzecią co do wielkości miejscowością gminy Wołów.

## Zabytki
Do wojewódzkiego rejestru zabytków wpisane są:
- dzwonnica kościelna, drewniana, z początku XIX w., 1905 r.
- zespół pałacowy, z XVIII–XIX w.:
  - pałac
  - park

## Obiekty sakralne
- parafialna cerkiew prawosławna pw. św. Dymitra
- kościół rzymskokatolicki